# (22978) Nyrola
(22978) Nyrola est un astéroïde de la ceinture principale d'astéroïdes.

## Description
(22978) Nyrola est un astéroïde de la ceinture principale d'astéroïdes. Il fut découvert le 14 novembre 1999 à Nyrola par l'observatoire Nyrola. Il présente une orbite caractérisée par un demi-grand axe de 2,67 UA, une excentricité de 0,19 et une inclinaison de 11,3° par rapport à l'écliptique.

## Compléments